# 鳞腹啄木鸟
鳞腹啄木鸟（学名：Picus squamatus）为啄木鸟科绿啄木鸟属的鸟类。该物种的模式产地在印度。

## 亚种
- 鳞腹啄木鸟指名亚种（学名：Picus squamatus squamatus）。在中国大陆，分布于西藏等地。该物种的模式产地在印度。[3]